# 閃亮斯氏脂䲁
閃亮斯氏脂䲁（學名：Starksia splendens），為輻鰭魚綱䲁形目脂䲁科斯氏脂䲁屬的一個種，分布於中西大西洋開曼群島海域，深度5至15公尺，本魚體長，扁平，頭鈍，眼具細長不分支的觸鬚，雌魚小於眼直徑長，雄魚寬而平，背鰭硬棘與鰭條之間有缺刻，雄魚第一臀鰭棘長與鰭的其餘部分分離，變為性器官，側線連續，前段拱起，後段直，頭部和身體灰褐色，下唇有2條黑帶，雄魚眼捲鬚為白色，前鰓蓋骨下後角有一大塊深色斑塊，並有一淺色斑塊點，身體中部有約9條橢圓形棕色斑塊，上背部深色體紋之間有4條明顯的白色斑塊，最後一塊斑塊位於尾基部，前緣有一黑點，背鰭硬棘19-20枚、背鰭軟條8-9枚、臀鰭硬棘2枚、臀鰭軟條17枚，體長可達1.9公分，棲息在珊瑚礁區，生活習性不明。